# Henryk Pietrzak
Henryk Pietrzak   (Ruda Pabianicka, 6 de març de 1914 - Regne Unit, 28 de gener de 1990) va ser un pilot de caça polonès, as de l'aviació durant la Segona Guerra Mundial.

## Biografia
Pietrzak s'allistà a la Força Aèria Polonesa el 1933, volant amb el 114è Esquadró de Caces, servint posteriorment com a instructor al Centre d'Entrenament Aeronàutic de Deblin. Durant la invasió de Polònia pilotà bombarders lleugers PZL.23 Karaś. El setembre del 1939 va ser evacuat a Romania, des d'on aconseguí arribar a França, on vola amb el GC III/9 esquadró de l'Exèrcit de l'aire francès a Lyon.
L'agost de 1941 s'uní al 306 Esquadró de Caces com a sergent pilot, pilotant Hawker Hurricanes i Supermarine Spitfires. El 16 d'agost de 1941 aconseguí la seva primera victòria (un Bf 109), sent fet oficial l'any següent i arribant a ser Cap d'Esquadró. Entre novembre i desembre de 1942 va ser pilot de proves al Centre d'Experimentació i Armament. El 31 de desembre de 1942, mentre volava amb un Spitfire Mk IX (num. de sèrie En128) aconseguí la 500a victòria de la Força Aèria Polonesa a Gran Bretanya durant la guerra (un FW-190), sent condecorat pel President polonès Władysław Raczkiewicz.
Entre maig i novembre de 1943 va ser instructor de vol al 58 OTU i al 61 OTU. Després d'iniciar una segona estada amb el 306 Esquadró s'uní al 315 Esquadró de Caces entre juliol i octubre de 1944, comandant l'Esquadró A i volant amb un Mustang IIIs. L'agost de 1944 va ser condecorat amb la Creu dels Vols Distingits britànica. El 18 d'agost de 1944 va abatre 3 FW-190 prop de Beauvais.
El 31 d'octubre va ser traslladat al quarter general de la Força Aèria; i el 22 de maig de 1945 va ser destinat a la 2a Ala de Combat. Després de la guerra es quedà a Anglaterra, comandant el 309è Esquadró Polonès de Caces-Reconeixement entre juliol de 1945 i gener de 1947, i continuà servint a la RAF, assolint el rang de Capità de Grup. Va morir el 28 de gener de 1990.
Aconseguí 7 victòries (i 2 compartides), a més de 2 danyats. Totes les seves víctimes van ser caces alemanys: 3 Messerschmitt Bf 109s i 4.5 Focke-Wulf Fw 190s. A més, destruí 4 bombes volants V-1.

## Condecoracions
Creu de Plata de la Virtuti Militari - 10 de febrer de 1943
 Creu al Valor amb 3 barres
 Medalla de la Força Aèria de la Guerra 1939-1945
 Creu dels Vols Distingits (Regne Unit)